# Wake Up メロディー
Wake Up メロディー（ウェーク・アップ メロディー）は、綜合放送製作のラジオ番組である。
放送局によっては、後述するように編集した上で「レディス・ハンドブック」などの別タイトルで放送されている。

## 番組概要
パーソナリティの日常で起きた出来事、映画や本の紹介など、様々な話題を音楽と共に送る。
放送局によって10分・15分・20分と放送時間が異なる。

### テーマ曲
Wake Up メロディー／おはよう Good Day
- ソナタNo.8「幸福」（リチャード・クレイダーマン）

レディス・ハンドブック
- PRIVATE SUNDAY（CASIOPEA）

ビューティフル・モーニング

## パーソナリティ
- 末田倫子（フリーアナウンサー、元山陽放送）2008年4月～[1]

過去
- 末木明美
- 横山明日香（フリーアナウンサー）～2008年3月[2]

## コーナー
放送時間が10分以上のネット局で放送されている。うち、「今週の歌orメロディー」は放送時間が20分のネット局のみ放送。週一回放送のネット局ではいずれかひとつのコーナーが放送されるが、週によって放送されるコーナーは異なる。
- 今さら聞けないカタカナ語（月曜日）
- 簡単に出来て美味しいレシピ紹介（火曜日）
- 暮らしのワンポイントメモ（水曜日）
- リラックスタイム（木曜日）
- いい旅友達（金曜日）
- 今週の歌orメロディー
- きょうは何の日

明確なコーナーではないが、主に月曜日に映画評、金曜日に書評を行うことも多い。

### 過去のコーナー
- 健康一口メモ

## ネット局
| 放送局名    | タイトル                 | 放送時間                                 | 備考・脚注 |
| ----------- | ------------------------ | ---------------------------------------- | --- |
| 福井放送    | FBC Wake Up メロディー   | 月曜 5:10 - 5:20 火曜 - 金曜 5:00 - 5:20 | 1993年10月からは「朝ですFBCラジオです!」のタイトルで放送。 2021年3月までは月曜は未ネット、火〜金の5:00-5:10で放送。                                                                            |
| 信越放送    | WAKE UP メロディ         | 木曜 5:15 - 5:25                         | 2021年4月1日放送開始。 4月23日までは金曜日も同時間帯に放送。 |
| IBC岩手放送 | レディス・ハンドブック   | 月曜 - 金曜 11:25 - 11:35                | IBCの番組表およびradikoでは放送時間が11:25 - 11:40となっているが、実際は11:34に終了し、11:40までの6分間はCMが放送されている。そのうち11:35からは「ランチリクエスト」のCM部分が放送されている。 |
| 山梨放送    | ビューティフルモーニング | 月曜 - 金曜 5:00 - 5:10                  | 2018年9月28日までは月曜 - 金曜 6:40 - 6:50に放送。のちに土曜 6:15 - 6:35へ移動。 2020年10月改編で帯番組へ復した。                                                                              |
| 静岡放送    | Wake Up メロディー       | 月曜 - 金曜 5:00 - 5:10                  | 2016年4月1日 - 2017年3月31日は月曜 - 金曜 5:00 - 5:20、2016年3月31日以前は月曜 - 金曜 5:00 - 5:10に放送、一旦日曜 5:25 - 5:40となったあと打ち切り時期あり。 2021年3月29日より再開。            |

「今日は何の日」をブロー・アップして5分間のミニ番組として放送する局
| 放送局名   | 放送時間                  | 備考・脚注                                     |
| ---------- | ------------------------- | ---------------------------------------------- |
| 秋田放送   | 月曜 - 土曜 11:20 - 11:25 |                                                |
| 福井放送   | 月曜 - 金曜 5:55 - 6:00   | 『Brand-New Morning』の5時台ローカルパート内包 |
| 西日本放送 | 月曜 - 金曜 5:55 - 6:00   | 『Brand-New Morning』の5時台ローカルパート内包 |

過去
| 放送局名    | タイトル                                       | 放送時間                  | 備考・脚注 |
| ----------- | ---------------------------------------------- | ------------------------- | --- |
| 青森放送    | おはようGood Day                               |                           | |
| 秋田放送    | ABSミュージックカフェ〜ちょっと一息〜          |                           | |
| IBC岩手放送 | おはようオンザウェイ                           |                           | |
| 東北放送    | TBC Wake Up メロディー                         |                           | |
| 北日本放送  | 朝ですKNBラジオです                            | 日曜 5:00 - 5:30          | |
| CBCラジオ   | Wake Up メロディー                             | 土曜 5:15 - 5:30          | |
| 岐阜放送    | おはようGood Day                               | 月曜 - 金曜 6:35 - 6:45   | |
| 琉球放送    | RBCiラジオ Wake Up メロディー おはようGood Day | 土曜 5:00 - 5:15          | |
| 四国放送    | 朝です四国放送ラジオです!                      |                           | |
| 高知放送    | レディス・ハンドブック                         | 月曜 - 金曜 13:15 - 13:25 | |
| 西日本放送  | おはようGood Day                               | 月曜 - 金曜 5:00 - 5:30   | 2007年4月2日より番組名を変更して放送再開、2021年3月29日より10分拡大。2024年3月29日放送終了。 |
| 西日本放送  | Wake Up メロディー                             | 日曜 5:30 - 5:45          | 2005年3月までは「RNC Wake Up メロディー」として毎日放送、2005年4月から2006年3月までは週末のみ放送、2018年10月7日より日曜日の放送を再開。2024年3月31日放送終了。 月曜 - 金曜の「おはようGood Day」とコンセプトは同じだが、番組名・テーマ曲・内容は異なる。 |
| 静岡放送    | レディス・ハンドブック                         | 火曜 - 金曜 18:20 - 18:30 | 2011年10月 - 2012年4月、および2012年10月 - 2013年3月までの放送時間 |
| 静岡放送    | レディス・ハンドブック                         | 月曜 18:20 - 18:30        | 2013年4月 - 9月までの放送時間 |
| 静岡放送    | レディス・ハンドブック                         | 月曜 - 金曜 18:20 - 18:30 | 2014年4月 - 9月までの放送時間 |
| 新潟放送    | ビューティフル・モーニング                     | 月曜 - 金曜 5:00 - 5:10   | 2017年3月31日終了 |
| 新潟放送    | レディス・ハンドブック                         | 月曜 - 木曜 14:45 - 14:55 | テーマソングが異なるだけで、朝と昼で同一内容の場合があった。 |
| 大分放送    | Wake Up メロディー                             | 月曜 - 金曜 5:00 - 5:15   | 2017年3月31日終了 2016年9月から12月まで、金曜のみの放送 |
| 山形放送    | Wake Up メロディー                             | 水曜 - 金曜 5:15 - 5:30   | 2016年3月28日放送開始、2021年3月25日終了。 |